# 天主教艾因西德倫自治會院區
天主教艾因西德倫自治會院區是天主教在瑞士一個自治會院區，直屬聖座，由本篤會管理。是天主教會現存十一個自治會院區之一。
會院始於861年，聖門若德在修道院現址上修築了一座小堂。934年正式成立會院區。自治會院區位於施維茨州艾因西德倫。2007年有八十八名名教友、一個堂區（即艾因西德倫隱修院）、五十七名司鐸。現任院牧是烏爾班·費德肋。